# Sorbus subcuneata
Sorbus subcuneata är en rosväxtart som beskrevs av Alfred James Wilmott. Sorbus subcuneata ingår i släktet oxlar, och familjen rosväxter. IUCN kategoriserar arten globalt som sårbar. Inga underarter finns listade i Catalogue of Life.